# Der Herr der Ringe: Gollum
Der Herr der Ringe: Gollum, auch The Lord of the Rings: Gollum, ist ein Action-Adventure des Hamburger Spieleentwicklers Daedalic Entertainment. Das Computerspiel basiert auf J. R. R. Tolkiens Fantasy-Roman Der Herr der Ringe, nicht jedoch auf der gleichnamigen Filmtrilogie. Der Titel erschien Ende Mai 2023 für Windows, PlayStation 4, PlayStation 5, Xbox One und Xbox Series. Eine angekündigte Portierung für Nintendo Switch blieb unveröffentlicht.
Das Spiel erntete überwiegend negative Kritik von Spielern und der Computerspielpresse. Bemängelt wurden mitunter ein langweiliges Spielprinzip, eine schwerfällige Steuerung der Spielfigur sowie mangelhafte grafische und technische Umsetzung. Der Misserfolg veranlasste Daedalic Entertainment, die Pläne für ein zukünftiges Der-Herr-der-Ringe-Spiel zu verwerfen, das Entwicklungsstudio zu schließen und Mitarbeiter, die an dem Spiel gearbeitet haben, zu entlassen.

## Spielinhalt
Der Spieler schlüpft in die Rolle der Romanfigur Gollum, nachdem dieser in Besitz des Rings kam. Chronologisch also vor den Geschehnissen der Romane eingeordnet, erzählt das Spiel die Geschichte Gollums an diversen Schauplätzen Mittelerdes, darunter Barad-dûr in Mordor und die Elbenreiche. Auch Gollums innerer Konflikt mit seinem Alter Ego Sméagol, wie er in Roman und Filmadaption zu Tage tritt, spielt in Der Herr der Ringe: Gollum eine Rolle.
Im Spiel stehen Gollums ausgeprägte Fähigkeiten zum geräuschlosen Schleichen und Sehen in der Dunkelheit im Fokus. Während ihm die Fähigkeiten zur direkten physischen Konfrontation seiner Widersacher fehlen, muss der Spieler seine Gegner im indirekten Kampf überwältigen oder umgehen und springt dabei zwischen Plattformen umher, hangelt sich an Vorsprüngen entlang oder zwängt sich durch enge Felsspalten.

## Entwicklung
Das Produktionsbudget betrug etwa 15 Millionen Euro, vergleichsweise wenig für ein Projekt dieser Größenordnung für eine bekannte Marke.

### Synchronisation
| Rolle            | Englischer Sprecher  | Deutscher Sprecher    |
| ---------------- | -------------------- | --------------------- |
| Gollum / Sméagol | Wayne Forester       | Maik Lohse            |
| Gandalf          | Andres Williams      | Wolfgang Häntsch      |
| Mell             | Jessica Ellerby      | Jannika Jira          |
| Kerzenmann       | Dickon Tyrell        | Gerhart Hinze         |
| Sauron           | Greg Jones           | André Beyer           |
| Thranduil        | Tim Bentinck         | Christian Jungwirth   |
| Ileth            | Domenica Warburton   | Manuela Bäcker        |
| Dünner Mann      | Alex Jordan          | Erik Schäffler        |
| Zanah            | Shalay Nyx           | Anni Sultany          |
| Grashneg         | Dan Mersh            | Joshy Peters          |
| Laleth           | Natalie Winter       | Lo Rivera             |
| Lammon           | Joseph Capp          | Jan Gerrit Brüggemann |
| Schagrat         | Alex Jordan          | Kai-Henrik Möller     |
| Saurons Mund     | Rick Keeble          | Jürgen Holdorf        |
| Grausamer Ork    | Andrew James Spooner | Frank Winkels         |
| Gwendil          | Neil Roberts         | Nilz Bessel           |
| Neldis           | Hazel Ellerby        | Deborah Mock          |

Die deutsche Vertonung wurde von der toneworx GmbH in Hamburg übernommen.

## Veröffentlichung
Das Spiel wurde erstmals im März 2019 für Windows, PlayStation 4, PlayStation 5, Xbox One, Xbox Series sowie Nintendo Switch angekündigt. Die Veröffentlichung war zu diesem Zeitpunkt für 2021 geplant. Im Januar 2021 gab der Entwickler bekannt, dass sich die Veröffentlichung bis 2022 verzögere. Im Juli 2022 wurde eine erneute Verschiebung des Releasetermins vom zunächst angedachten 1. September 2022 um „einige Monate“ vermeldet. Im März 2023 wurde als Veröffentlichungstag der 25. Mai 2023 bekannt gegeben. Eine Nintendo-Switch-Portierung sollte eigentlich im Laufe des Jahres 2023 veröffentlicht werden, was jedoch später wieder verworfen wurde.

## Rezeption

### Vor Veröffentlichung
Im Vorfeld seiner Veröffentlichung zog der angekündigte Titel Aufmerksamkeit der Spielepresse auf sich. So zierte das Spiel im Februar 2020 die Titelseite des britischen Videospiele-Magazins Edge. Die Ausgabe enthielt einen zwölfseitigen Bericht über Entwicklungsstand und Hintergründe zum Spiel. Auch GameStar erhielt exklusive Einblicke und berichtete in der Mai-Ausgabe 2020. Die Reaktionen der Spielergemeinde waren von Anfang an gespalten. Mitunter wurden die grafische Darstellung, ein langweiliges Spielprinzip und die Wahl der Hauptfigur kritisiert.

### Nach Veröffentlichung
Die Rezensionen nach Veröffentlichung fielen überwiegend negativ aus. Wertungsaggregator OpenCritic fasste 90 Rezensionen der Spielepresse zu einer plattformübergreifenden Gesamtwertung von 37 aus 100 Punkten zusammen und vergab das Label „Schwach“. Vier Prozent der Kritiker würden das Spiel empfehlen. Laut heise online sei das Spiel „in unbrauchbarem Zustand auf den Markt geworfen“ worden. GameStar bewertete das Spiel als „unrettbar verloren und fies verunstaltet“.
Kotaku lobte die Darstellung des Hauptcharakters und seiner inneren Zerrissenheit, bemängelte jedoch „buchstäblich alles andere“ am Spiel. Kein Aspekt des Spiels sei gelungen umgesetzt worden: die Steuerung zu unpräzise für ein Plattform-Spiel, die Schleichmechanik wenig originell und die Gegner-KI zu dumm für ein Stealth-Spiel. Für ein gutes Actionspiel sei die Spielfigur zu eingeschränkt in ihren Fähigkeiten und obendrein werde sämtlicher aufkommende Spielspaß im Keim durch Programmfehler erstickt. „Das Spiel von Daedalic Entertainment birgt viel Potenzial, aber Der Herr der Ringe: Gollum ist ein schlechter 3D-Plattformer aus den frühen Achtzigern, und zwar auf die denkbar schlechteste Art und Weise“, womit Gollum laut Testbericht das Potenzial habe, das „schlechteste Spiel des Jahres“ zu werden.

### Nachwirkung
Weil das Spiel die Erwartungen nicht erfüllte und bei den Testberichten schlecht abschnitt, bat Entwickler Daedalic Entertainment die Spielergemeinde kurz nach Veröffentlichung des Spiels öffentlich um Entschuldigung. „Zu spät“, kommentierte Daniel Herbig für heise online, „Gollum hätte so niemals veröffentlicht werden dürfen.“ Daedalic schloss die Hamburger Entwicklungsabteilung in Reaktion auf die Kritik. Man wolle sich in Zukunft auf die Tätigkeit als Publisher beschränken. Die Arbeiten an einem weiteren zu dem Zeitpunkt noch in Entwicklung befindlichen Spiel auf Grundlage der Der-Herr-der-Ringe-Lizenz wurden daraufhin eingestellt und Mitarbeiter entlassen.
Das ZDF-Format Game Two veröffentlichte im Oktober 2023 eine 40-minütige investigative Reportage zu den Hintergründen der Entwicklung von Gollum, für die es mit über 30 Beteiligten sprach, darunter Daedalic-Mitgründer Jan Baumann. Demnach sei die mehrjährige Entwicklung von niedrigen Löhnen, unvergüteten Überstunden (Crunch) und vergifteter Arbeitskultur geprägt gewesen.